# Laufental-Abstimmungen
Die Laufental-Abstimmungen waren eine Reihe von Volksabstimmungen in der Schweiz, die den Wechsel des Bezirks Laufen vom Kanton Bern zum Kanton Basel-Landschaft betrafen. Sie waren eine unmittelbare Folge der Juraplebiszite, die zur Gründung des Kantons Jura führten. 1983 lehnten die Stimmberechtigten des Bezirks den Kantonswechsel des Laufentals ab, doch nach dem Auffliegen der Berner Finanzaffäre annullierte das Bundesgericht das Ergebnis. Bei der Wiederholung 1989 stimmten die Laufentaler für den Wechsel zu Basel-Landschaft, zwei Jahre später gab auch der Zielkanton seine Zustimmung, und der Wechsel erfolgte 1994.

## Historischer Kontext
Das Laufental gehörte wie der Jura einst zum Fürstbistum Basel, an dessen Stelle 1792 die revolutionäre Raurakische Republik trat. Frankreich annektierte ein Jahr später seine Tochterrepublik und schuf das Département Mont-Terrible. Dieses wiederum ging 1800 im Département Haut-Rhin auf. Nach der Eroberung durch die Koalitionstruppen wurde das überwiegend französischsprachige Gebiet 1815 durch Beschluss des Wiener Kongresses dem Kanton Bern hinzugefügt. Das deutschsprachige Laufental kam ebenfalls zu Bern, während das Birseck zum Kanton Basel gelangte (siehe Anschluss des Birseck an Basel). Das Verhältnis zwischen Bern und dem Laufental war eher distanziert, nicht zuletzt weil weiterhin enge kulturelle und wirtschaftliche Beziehungen zur Region Basel bestanden, die mit der Zeit immer mehr zunahmen; auch der geringe Einfluss des Laufentals auf die kantonale Politik spielte eine Rolle. Als die Jurafrage nach der Moeckli-Affäre von 1947 an Brisanz zulegte, betrachteten zunächst sowohl Separatisten als auch Berner das Laufental als Teil des Jura. Diese Wahrnehmung begann sich ab 1959 nach der Ablehnung der kantonalen Plebiszitinitiative auf separatistischer Seite zu ändern, als das Rassemblement jurassien zunehmend eine ethnolinguistische Strategie verfolgte, in die das Laufental nicht mehr passte.
Am 9. September 1969 stimmte der Grosse Rat des Kantons Bern ohne Gegenstimme einem Antrag des Regierungsrates zu. Durch einen Zusatz in der Berner Kantonsverfassung sollten die sieben jurassischen Bezirke entscheiden dürfen, ob sie weiterhin zum Kanton Bern oder zu einem neu zu gründenden Kanton gehören wollen. Die bernischen Behörden gingen davon aus, dass der Bezirk Laufen den Anschluss an einen französischsprachigen Kanton ablehnen und somit zu einer Exklave würde. Sie sahen sich deshalb veranlasst, ihm ein separates Selbstbestimmungsrecht zu geben, das es den Stimmberechtigten erlauben würde, über den Beitritt zu einem Nachbarkanton der Nordwestschweiz zu befinden. Die Volksabstimmung am 1. März 1970 über den Verfassungszusatz ergab eine Zustimmung von 93,3 % kantonsweit und von 88,7 % im Bezirk Laufen.

## Juraplebiszite (1974/75)
Beim ersten Juraplebiszit, das am 23. Juni 1974 in den sieben Bezirken Courtelary, Delémont, Franches-Montagnes, La Neuveville, Laufen, Moutier und Porrentruy stattfand, sprachen sich 51,9 % der Abstimmenden für die Gründung des Kantons Jura aus, wobei die Zustimmung im Bezirk Laufen lediglich 25,8 % betrug. Die Laufentaler mussten zwingend mit Nein stimmen, um sich die Option eines Beitritts zu einem anderen Kanton offenzuhalten. Drei Monate später gründete sich die Bezirkskommission Laufental, die eine Volksinitiative organisierte. Eine solche war erforderlich, um zu verhindern, dass das Laufental automatisch dem neuen Kanton angehört. Sie wurde am 24. Februar 1975 mit 3312 gültigen Unterschriften eingereicht.
So konnte der Bezirk am 14. September 1975, ein halbes Jahr nach den südjurassischen Bezirken Courtelary, La Neuveville und Moutier, am zweiten Juraplebiszit teilnehmen. Auf die Frage «Wollt Ihr, dass der Amtsbezirk Laufen – unter Vorbehalt des Anschlusses an einen Nachbarkanton – weiterhin zum Kanton Bern gehört?» stimmten 94,6 % der Laufentaler mit Ja.
| Gemeinde                              | Ja                                | Ja                                | Nein                              | Nein                              | leer/ ungültig                    | Gesamt                            | Beteiligung                       | Ergebnis                          |
| Gemeinde                              | Stimmen                           | %                                 | Stimmen                           | %                                 | leer/ ungültig                    | Gesamt                            | Beteiligung                       | Ergebnis                          |
| ------------------------------------- | --------------------------------- | --------------------------------- | --------------------------------- | --------------------------------- | --------------------------------- | --------------------------------- | --------------------------------- | --------------------------------- |
| Blauen                                | 0126                              | 92,6 %                            | 010                               | 07,4 %                            | 01                                | 0137                              | 52,9 %                            | Ja                                |
| Brislach                              | 0325                              | 93,7 %                            | 022                               | 06,3 %                            | 02                                | 0349                              | 63,9 %                            | Ja                                |
| Burg im Leimental                     | 0087                              | 100 %                             | 000                               | .000 %                            | 0                                 | 0087                              | 70,7 %                            | Ja                                |
| Dittingen                             | 0181                              | 85,4 %                            | 031                               | 14,6 %                            | 01                                | 0213                              | 59,8 %                            | Ja                                |
| Duggingen                             | 0206                              | 96,7 %                            | 007                               | 03,3 %                            | 04                                | 0217                              | 50,3 %                            | Ja                                |
| Grellingen                            | 0334                              | 96,5 %                            | 012                               | 03,5 %                            | 09                                | 0355                              | 48,9 %                            | Ja                                |
| Laufen                                | 1498                              | 95,8 %                            | 065                               | 04,2 %                            | 10                                | 1573                              | 64,0 %                            | Ja                                |
| Liesberg                              | 0343                              | 86,8 %                            | 052                               | 13,2 %                            | 07                                | 0395                              | 57,1 %                            | Ja                                |
| Nenzlingen                            | 0097                              | 89,8 %                            | 011                               | 10,2 %                            | 01                                | 0109                              | 64,9 %                            | Ja                                |
| Roggenburg                            | noch nicht beim Amtsbezirk Laufen | noch nicht beim Amtsbezirk Laufen | noch nicht beim Amtsbezirk Laufen | noch nicht beim Amtsbezirk Laufen | noch nicht beim Amtsbezirk Laufen | noch nicht beim Amtsbezirk Laufen | noch nicht beim Amtsbezirk Laufen | noch nicht beim Amtsbezirk Laufen |
| Röschenz                              | 0334                              | 95,4 %                            | 016                               | 04,6 %                            | 01                                | 0351                              | 49,6 %                            | Ja                                |
| Wahlen                                | 0321                              | 97,6 %                            | 008                               | 02,4 %                            | 02                                | 0331                              | 58,4 %                            | Ja                                |
| Zwingen                               | 0364                              | 92,4 %                            | 030                               | 07,6 %                            | 01                                | 0395                              | 49,3 %                            | Ja                                |
| Gesamt                                | 4216                              | 94,6 %                            | 264                               | 05,4 %                            | 39                                | 4519                              | 57,6 %                            | Ja                                |
| Quelle: Staatsarchiv des Kantons Bern |                                   |                                   |                                   |                                   |                                   |                                   |                                   |                                   |

Nicht an dieser Abstimmung beteiligt war die Gemeinde Roggenburg, die damals noch zum Bezirk Delémont gehörte. Für sie bestand aber noch die Möglichkeit, am dritten Juraplebiszit teilzunehmen, da sie an ihrem östlichsten Punkt an die Laufentaler Gemeinde Liesberg angrenzt. Am 1. Oktober 1975 übergab die Gemeinde der Berner Staatskanzlei 103 gültige Unterschriften für eine entsprechende kommunale Volksinitiative. Roggenburg entschied sich am 19. Oktober mit 97 zu 10 Stimmen, zum Bezirk Laufen zu wechseln und somit weiterhin bernisch zu bleiben. Die Gebietsänderung trat am 1. Januar 1976 in Kraft.

## Einleitung des Anschlussverfahrens (1978)
Gestützt auf das vom Grossen Rat beschlossene «Gesetz über die Einleitung und Durchführung des Anschlussverfahrens des Laufentals an einen benachbarten Kanton», konstituierte sich der Bezirk – schweizweit einmalig – als öffentlich-rechtliche Gebietskörperschaft, die in der Frage des möglichen Kantonswechsels eigenständig verhandeln und Entscheidungen treffen durfte. Zu diesem Zweck wurde die Bezirkskommission in ein demokratisch legitimiertes Gremium umgewandelt. Auf der Grundlage des Verfassungszusatzes von 1970 reichte das Komitee «Ja zur besten Lösung» am 15. November 1977 die «Volksinitiative zur Einleitung des Anschlussverfahrens an einen benachbarten Kanton» ein. 60 Prozent der Stimmberechtigten hatten das Begehren unterschrieben, dreimal mehr als erforderlich. Am 18. Juni 1978 sprachen sich 65,1 % der Abstimmenden dafür aus, dass die Bezirkskommission offizielle Verhandlungen mit den Nachbarkantonen führen soll. Einzig Roggenburg, das zweieinhalb Jahre zuvor zum Bezirk Laufen gelangt war, lehnte ab.
Abstimmungsfrage: «Wollt Ihr das Anschlussverfahren des Amtsbezirks Laufen an einen benachbarten Kanton einleiten?»

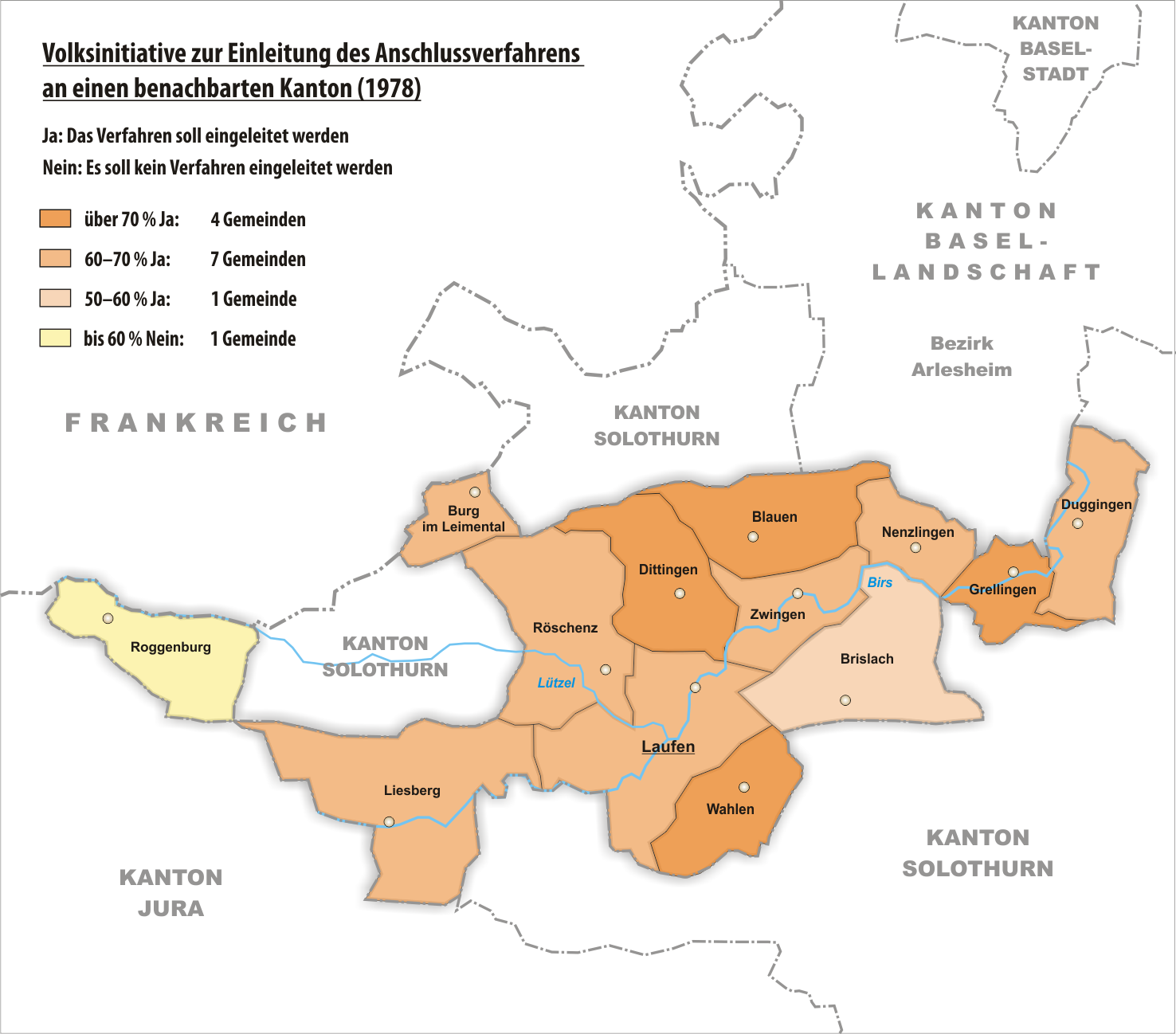
Ergebnis der Initiative

| Gemeinde                              | Ja      | Ja     | Nein    | Nein   | leer/ ungültig | Gesamt | Beteiligung | Ergebnis |
| Gemeinde                              | Stimmen | %      | Stimmen | %      | leer/ ungültig | Gesamt | Beteiligung | Ergebnis |
| ------------------------------------- | ------- | ------ | ------- | ------ | -------------- | ------ | ----------- | -------- |
| Blauen                                | 0173    | 79,0 % | 0046    | 21,0 % | 0–             | 0219   | 81,7 %      | Ja       |
| Brislach                              | 0229    | 56,4 % | 0177    | 43,6 % | 0–             | 0406   | 74,1 %      | Ja       |
| Burg im Leimental                     | 0062    | 62,0 % | 0038    | 38,0 % | 0–             | 0100   | 79,4 %      | Ja       |
| Dittingen                             | 0247    | 77,2 % | 0073    | 22,8 % | 0–             | 0320   | 86,7 %      | Ja       |
| Duggingen                             | 0212    | 61,1 % | 0135    | 38,9 % | 0–             | 0347   | 77,3 %      | Ja       |
| Grellingen                            | 0429    | 76,7 % | 0130    | 23,3 % | 02             | 0561   | 78,0 %      | Ja       |
| Laufen                                | 1219    | 61,4 % | 0767    | 38,6 % | 06             | 1992   | 80,3 %      | Ja       |
| Liesberg                              | 0352    | 68,0 % | 0166    | 32,0 % | 01             | 0519   | 73,2 %      | Ja       |
| Nenzlingen                            | 0093    | 63,7 % | 0053    | 36,3 % | 0–             | 0146   | 91,3 %      | Ja       |
| Roggenburg                            | 0042    | 40,8 % | 0061    | 59,2 % | 01             | 0104   | 74,3 %      | Nein     |
| Röschenz                              | 0375    | 66,8 % | 0186    | 33,2 % | 03             | 0564   | 78,8 %      | Ja       |
| Wahlen                                | 0326    | 78,6 % | 0158    | 21,4 % | 0–             | 0484   | 83,2 %      | Ja       |
| Zwingen                               | 0405    | 62,4 % | 0244    | 37,6 % | 0–             | 0649   | 78,6 %      | Ja       |
| Gesamt                                | 4164    | 65,1 % | 2234    | 34,9 % | 13             | 6411   | 79,2 %      | Ja       |
| Quelle: Staatsarchiv des Kantons Bern |         |        |         |        |                |        |             |          |

## Wahl des Zielkantons (1980)

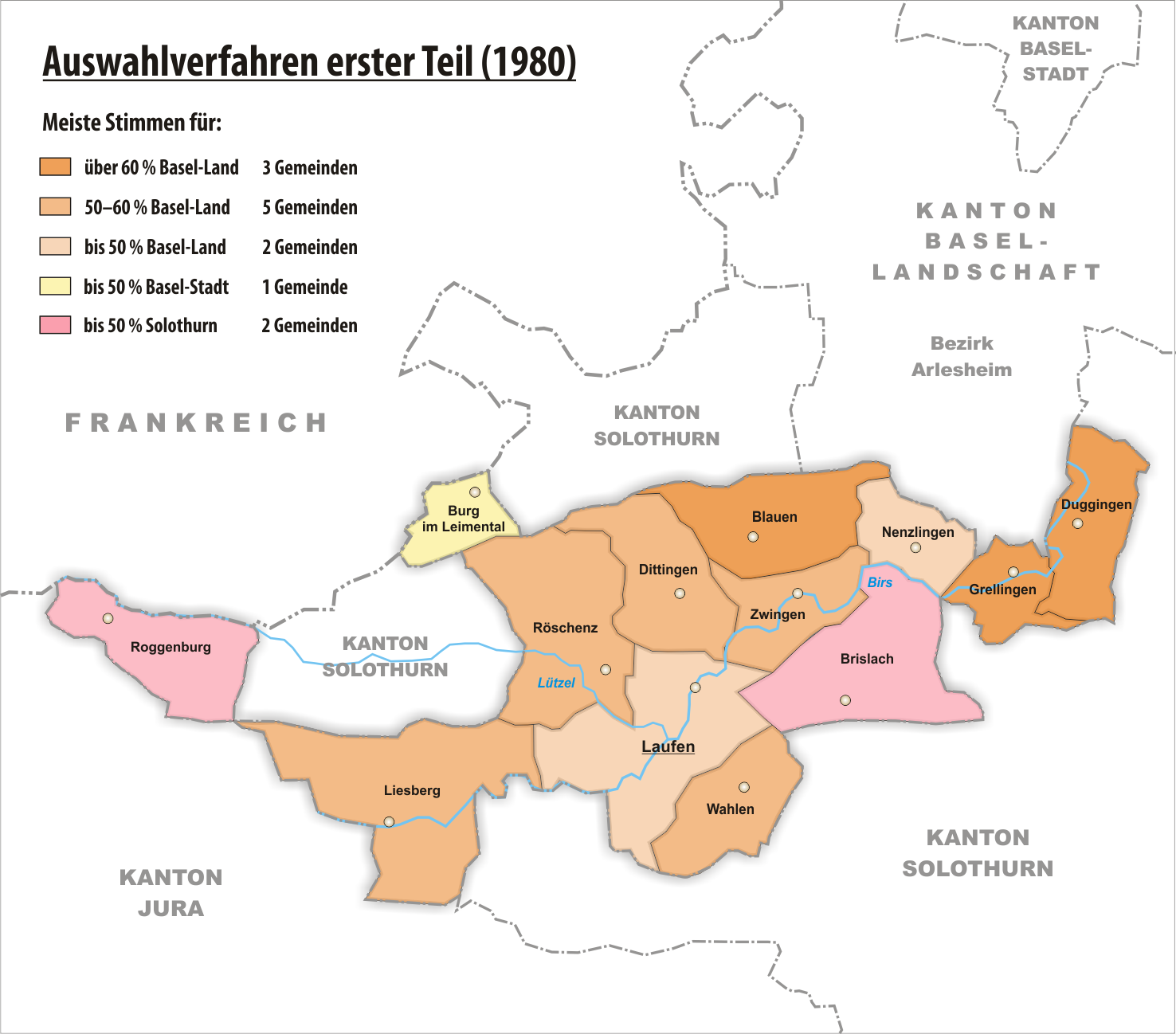
Mehrheiten für Baselland, Basel-Stadt und Solothurn

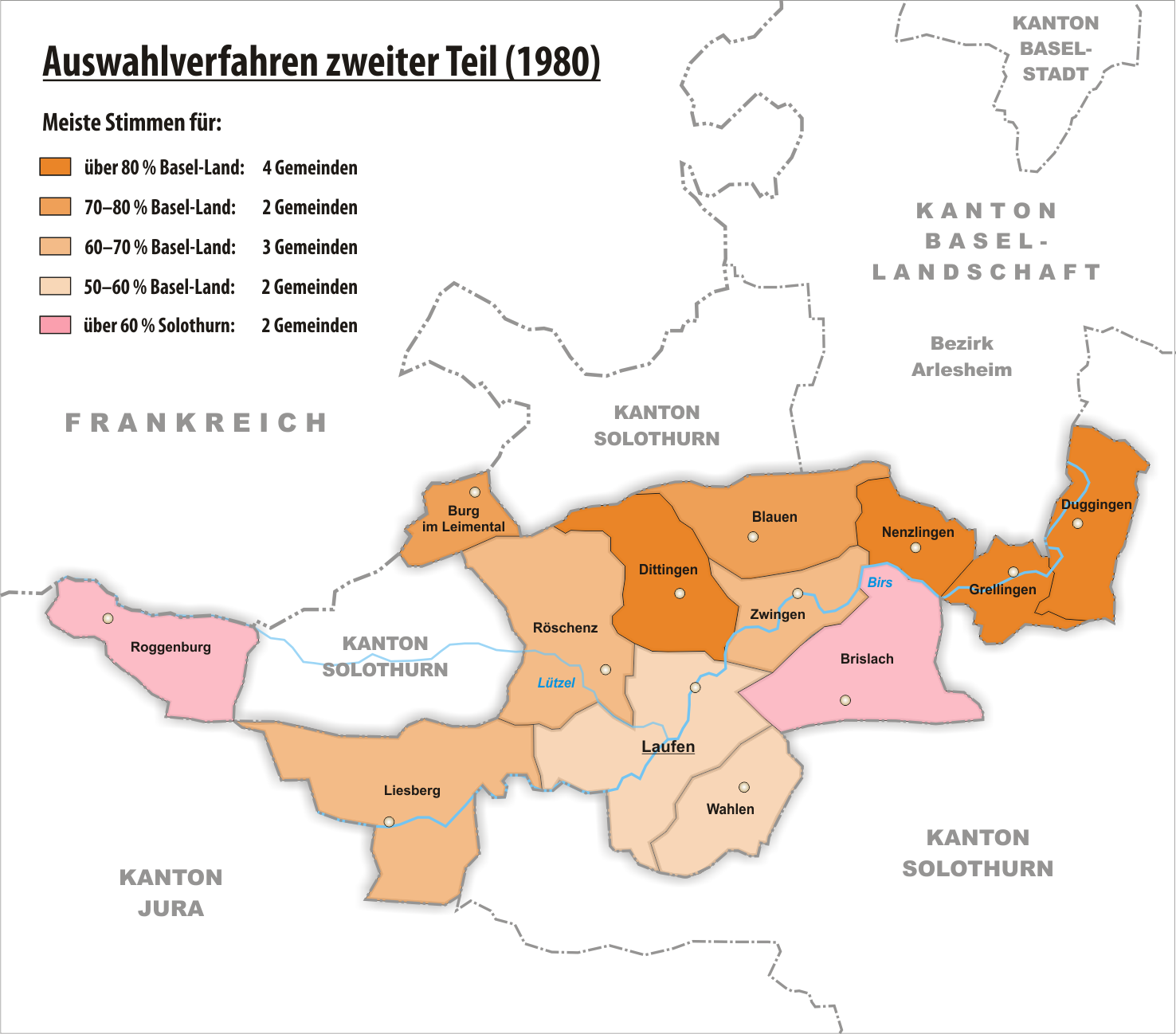
Mehrheiten für Baselland und Solothurn

Nachdem feststand, dass das Laufental von seinem Selbstbestimmungsrecht Gebrauch machen wollte, musste anschliessend festgestellt werden, mit welchem Kanton überhaupt Verhandlungen aufgenommen werden sollten. Da es mit Basel-Landschaft, Basel-Stadt und Solothurn drei mögliche Optionen gab, waren zwei Abstimmungsrunden vorgesehen. Bereits die erste Abstimmung am 13. Januar 1980 endete klar zugunsten von Basel-Landschaft. 51,5 % der Abstimmenden sprachen sich für diesen Kanton aus, während auf Solothurn 32,5 % und auf Basel-Stadt 16,0 % entfielen. Für Basel-Stadt sprach sich nur Burg im Leimental aus, Solothurn fand nur in Brislach und Roggenburg eine Mehrheit, alle übrigen Gemeinden bevorzugten Basel-Landschaft.
| Gemeinde                                          | Baselland (BL) | Baselland (BL) | Basel-Stadt (BS) | Basel-Stadt (BS) | Solothurn (SO) | Solothurn (SO) | leer/ ungültig | Gesamt | Beteiligung | Ergebnis |
| Gemeinde                                          | Stimmen        | %              | Stimmen          | %                | Stimmen        | %              | leer/ ungültig | Gesamt | Beteiligung | Ergebnis |
| ------------------------------------------------- | -------------- | -------------- | ---------------- | ---------------- | -------------- | -------------- | -------------- | ------ | ----------- | -------- |
| Blauen                                            | 0128           | 61,5 %         | 023              | 11,1 %           | 0057           | 27,4 %         | 001            | 0208   | 78,9 %      | BL       |
| Brislach                                          | 0125           | 28,6 %         | 047              | 10,8 %           | 0265           | 60,6 %         | 003            | 0437   | 80,3 %      | SO       |
| Burg im Leimental                                 | 0034           | 35,1 %         | 043              | 44,3 %           | 0020           | 20,6 %         | 000            | 0097   | 82,9 %      | BS       |
| Dittingen                                         | 0182           | 59,5 %         | 051              | 16,7 %           | 0073           | 23,8 %         | 001            | 0306   | 80,6 %      | BL       |
| Duggingen                                         | 0214           | 62,7 %         | 065              | 19,1 %           | 0062           | 18,2 %         | 009            | 0341   | 68,1 %      | BL       |
| Grellingen                                        | 0351           | 61,5 %         | 137              | 24,0 %           | 0083           | 14,5 %         | 015            | 0571   | 76,4 %      | BL       |
| Laufen                                            | 0879           | 49,6 %         | 226              | 12,8 %           | 0666           | 37,6 %         | 088            | 1771   | 74,0 %      | BL       |
| Liesberg                                          | 0291           | 51,4 %         | 091              | 16,1 %           | 0184           | 32,5 %         | 013            | 0566   | 79,5 %      | BL       |
| Nenzlingen                                        | 0068           | 49,3 %         | 045              | 32,6 %           | 0025           | 18,1 %         | 005            | 0138   | 84,6 %      | BL       |
| Roggenburg                                        | 0032           | 34,0 %         | 006              | 06,4 %           | 0056           | 59,6 %         | 001            | 0094   | 66,9 %      | SO       |
| Röschenz                                          | 0278           | 51,4 %         | 116              | 21,4 %           | 0147           | 27,2 %         | 009            | 0541   | 72,4 %      | BL       |
| Wahlen                                            | 0243           | 50,5 %         | 053              | 11,0 %           | 0185           | 38,5 %         | 008            | 0481   | 80,7 %      | BL       |
| Zwingen                                           | 0342           | 57,2 %         | 080              | 13,4 %           | 0176           | 29,4 %         | 022            | 0598   | 71,6 %      | BL       |
| Gesamt                                            | 3167           | 51,5 %         | 983              | 16,0 %           | 1999           | 32,5 %         | 175            | 6324   | 75,5 %      | BL/SO    |
| Quelle: Staatsarchiv des Kantons Basel-Landschaft |                |                |                  |                  |                |                |                |        |             |          |

In der zweiten Runde am 16. März 1980 fiel das Ergebnis noch deutlicher für Basel-Landschaft aus; der Kanton erhielt 64,6 % der Stimmen, während 35,4 % Solothurn bevorzugten. Erneut waren Brislach und Roggenburg in der Minderheit. Damit stand das Baselbiet als bevorzugte Beitrittsoption fest.
| Blauen                                            | 0161 | 71,6 % | 0064 | 28,4 % | 02 | 0227 | 85,7 % | BL |
| Brislach                                          | 0172 | 38,7 % | 0272 | 61,3 % | 0  | 0444 | 81,2 % | SO |
| Burg im Leimental                                 | 0071 | 74,7 % | 0024 | 25,3 % | 01 | 0096 | 83,5 % | BL |
| Dittingen                                         | 0260 | 80,0 % | 0065 | 20,0 % | 02 | 0327 | 85,2 % | BL |
| Duggingen                                         | 0304 | 82,2 % | 0066 | 17,8 % | 01 | 0371 | 71,6 % | BL |
| Grellingen                                        | 0494 | 81,9 % | 0109 | 18,1 % | 03 | 0606 | 87,0 % | BL |
| Laufen                                            | 1119 | 58,2 % | 0804 | 41,8 % | 20 | 1943 | 77,3 % | BL |
| Liesberg                                          | 0387 | 67,1 % | 0190 | 32,9 % | 04 | 0581 | 77,7 % | BL |
| Nenzlingen                                        | 0110 | 80,9 % | 0026 | 19,1 % | 03 | 0139 | 82,7 % | BL |
| Roggenburg                                        | 0042 | 39,6 % | 0064 | 60,4 % | 0  | 0106 | 72,6 % | SO |
| Röschenz                                          | 0388 | 67,4 % | 0188 | 32,6 % | 03 | 0579 | 75,8 % | BL |
| Wahlen                                            | 0297 | 56,6 % | 0228 | 43,4 % | 02 | 0527 | 85,7 % | BL |
| Zwingen                                           | 0428 | 66,6 % | 0215 | 33,4 % | 04 | 0647 | 75,3 % | BL |
| Gesamt                                            | 4233 | 64,6 % | 2315 | 35,4 % | 45 | 6593 | 78,2 % | BL |
| Quelle: Staatsarchiv des Kantons Basel-Landschaft |      |        |      |        |    |      |        |    |

## Annahme des Laufentalvertrags (1983)

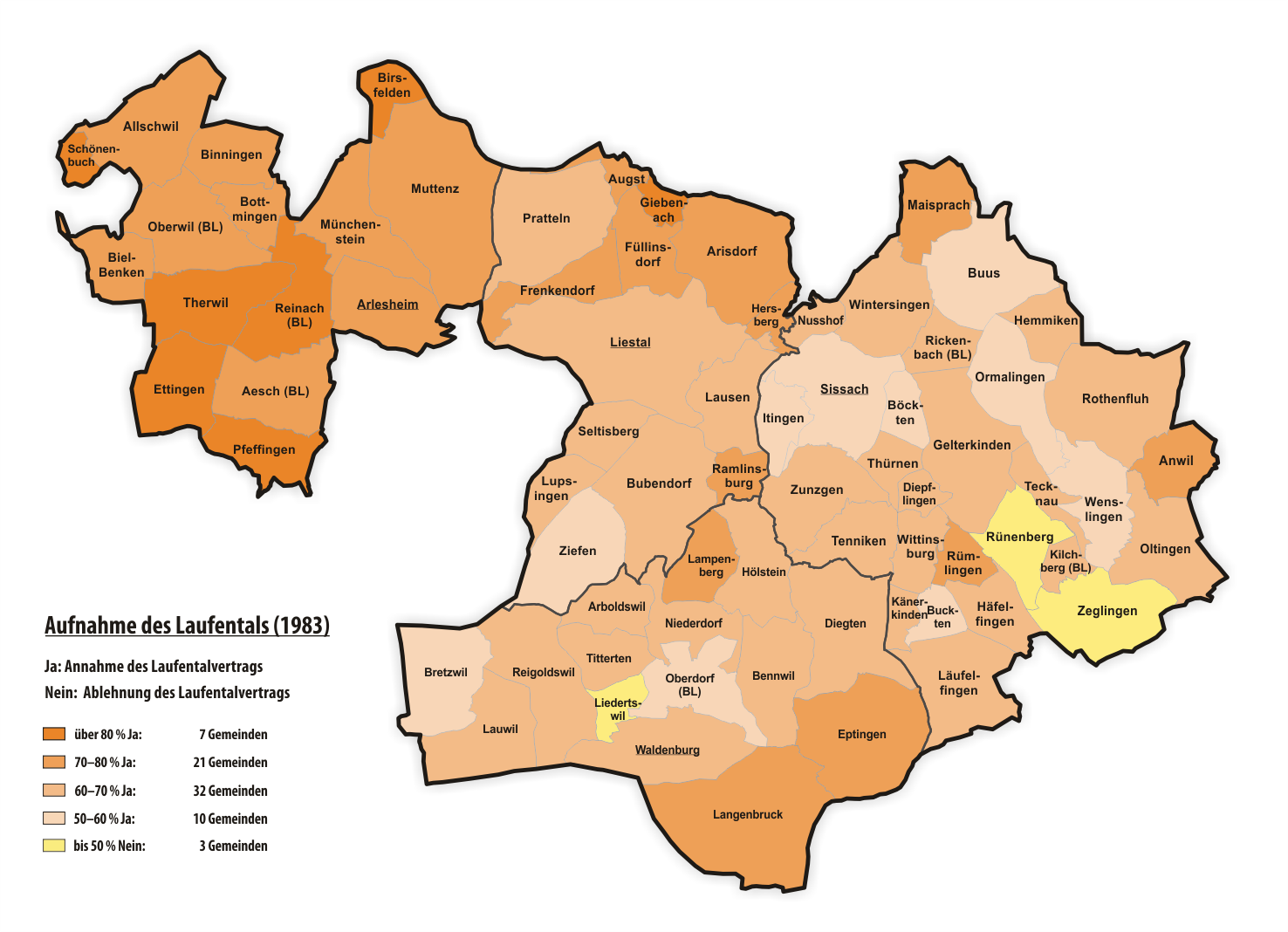
Erste Abstimmung über den Laufentalvertrag in Baselland

Die Bezirkskommission begann die Modalitäten eines möglichen Kantonswechsels auszuhandeln, und am 20. Januar 1983 billigte die Bezirkskommission den ausgehandelten Laufentalvertrag mit 14 zu 11 Stimmen. Wenig später gab der Baselbieter Regierungsrat am 8. Februar einstimmig sein Einverständnis. Der Baselbieter Landrat stimmte am 2. Mai mit 57 zu 7 Stimmen zu (bei fünf Enthaltungen). Die 112 Paragrafen regelten zahlreiche Aspekte wie die Eingliederung in die Baselbieter Rechtsordnung, die Gleichberechtigung der Laufentaler gegenüber den übrigen Kantonsbürgern, die Weiterführung bestehender Verpflichtungen oder die Übernahme von kantonalen Institutionen und Angestellten.
Im Baselbiet musste am 11. September 1983 über drei Sachfragen abgestimmt werden, neben dem Laufentalvertrag auch über eine Änderung der Kantonsverfassung und ein Aufnahmegesetz. Die Verfassungsänderung erhöhte die Zahl der Landratsabgeordneten von 84 auf 90 und schuf je einen neuen Verwaltungs- und Gerichtsbezirk Laufen. Das Aufnahmegesetz regelte die Schaffung von Amtsvormundschafts- und Friedensrichterkreisen, die Übernahme des Spitals Laufen und die Weiterführung der progymnasialen Abteilung am Gymnasium Laufental-Thierstein. Bei unterdurchschnittlicher Beteiligung sprachen sich die Baselbieter jeweils mit rund 73 % für die Annahme aus; nur drei Gemeinden lehnten ab.
| Arlesheim                                         | 23'309 | 78,3 % | .06472 | 21,7 % | 377 | 30'158 | 32,5 % | Ja |
| Liestal                                           | .07249 | 67,3 % | .03518 | 32,7 % | 136 | 10'903 | 35,5 % | Ja |
| Sissach                                           | .04046 | 61,1 % | .02580 | 38,9 % | 068 | .06694 | 38,5 % | Ja |
| Waldenburg                                        | .02206 | 63,4 % | .01275 | 36,6 % | 033 | .03514 | 40,7 % | Ja |
| Gesamt                                            | 36'810 | 72,7 % | 13'845 | 27,3 % | 614 | 51'269 | 34,3 % | Ja |
| Quelle: Staatsarchiv des Kantons Basel-Landschaft |        |        |        |        |     |        |        |    |

| Arlesheim                                         | 23'412 | 78,7 % | .06332 | 21,3 % | 402 | 30'146 | 32,5 % | Ja |
| Liestal                                           | .07266 | 67,5 % | .03505 | 32,5 % | 138 | 10'909 | 35,5 % | Ja |
| Sissach                                           | .04060 | 61,3 % | .02561 | 38,7 % | 070 | .06691 | 38,4 % | Ja |
| Waldenburg                                        | .02196 | 63,2 % | .01280 | 36,8 % | 037 | .03513 | 40,7 % | Ja |
| Gesamt                                            | 36'934 | 73,0 % | 13'678 | 27,0 % | 647 | 51'259 | 34,3 % | Ja |
| Quelle: Staatsarchiv des Kantons Basel-Landschaft |        |        |        |        |     |        |        |    |

| Arlesheim                                         | 23'392 | 78,7 % | .06338 | 21,3 % | 403 | 30'133 | 32,5 % | Ja |
| Liestal                                           | .07268 | 67,5 % | .03503 | 32,5 % | 140 | 10'911 | 35,5 % | Ja |
| Sissach                                           | .04054 | 61,2 % | .02566 | 38,8 % | 069 | .06889 | 38,4 % | Ja |
| Waldenburg                                        | .02198 | 63,3 % | .01276 | 36,7 % | 040 | .03514 | 40,7 % | Ja |
| Gesamt                                            | 36'912 | 73,0 % | 13'683 | 27,0 % | 652 | 51'247 | 34,3 % | Ja |
| Quelle: Staatsarchiv des Kantons Basel-Landschaft |        |        |        |        |     |        |        |    |

## Erste Laufental-Abstimmung (1983)
Die Baselbieter Ergebnisse erwiesen sich letztlich als völlig bedeutungslos, denn ebenfalls am 11. September 1983 lehnte der Bezirk Laufen den Laufentalvertrag und somit auch den Kantonswechsel ab. Bei einer Beteiligung von 93,0 % entschieden sich 56,7 % der Abstimmenden für ein Nein. Ja-Mehrheiten resultierten nur in den Gemeinden Blauen, Dittingen, Grellingen und Nenzlingen.
Abstimmungsfrage: «Wollt Ihr Euch aufgrund des vereinbarten Vertrags dem Kanton Basel-Landschaft anschliessen?»

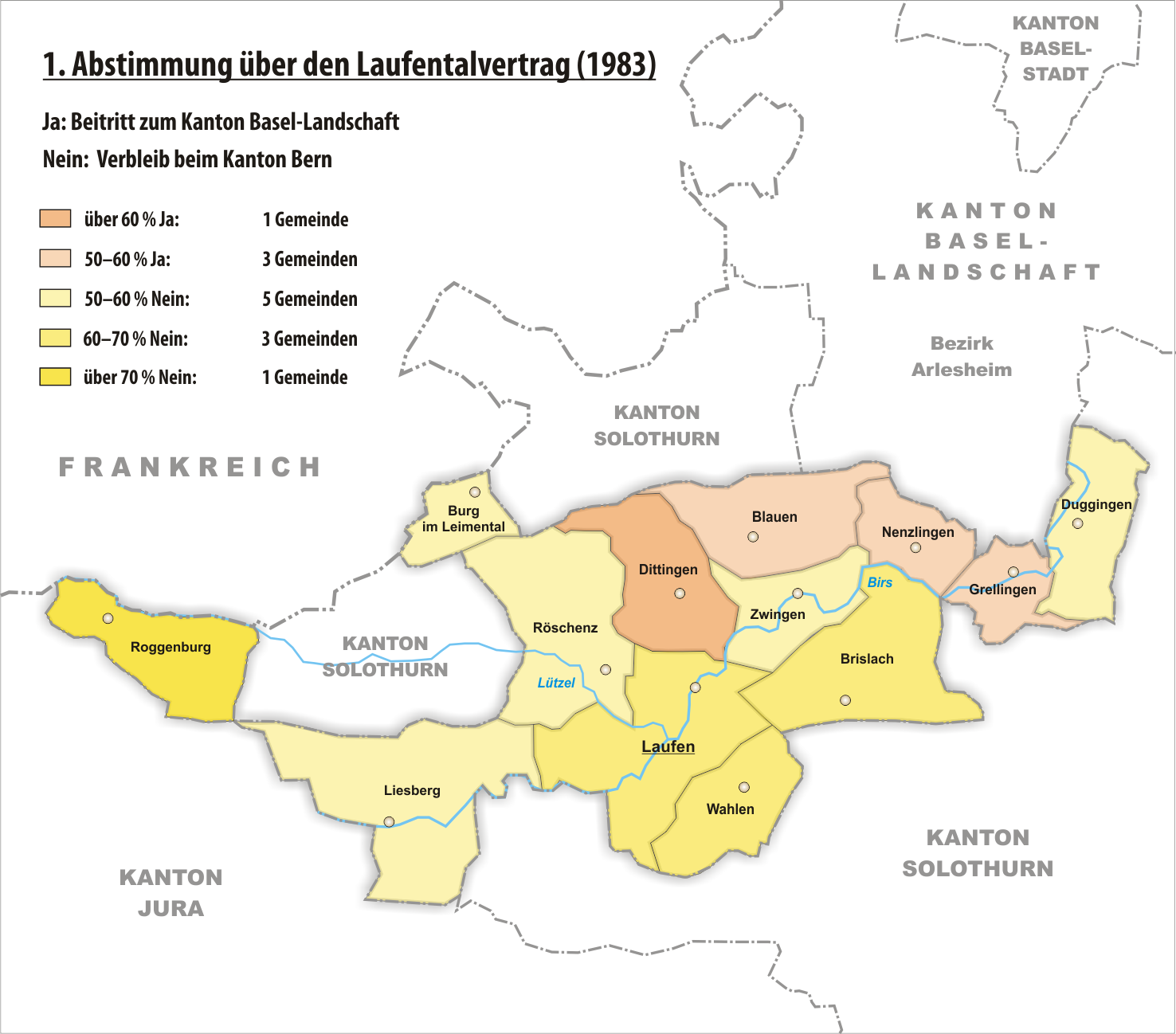
Erste Abstimmung über den Laufentalvertrag im Bezirk Laufen

| Blauen                                            | 0143 | 52,8 % | 0128 | 47,2 % | 0  | 0271 | 92,2 % | Ja   |
| Brislach                                          | 0189 | 33,7 % | 0372 | 66,3 % | 0  | 0561 | 93,3 % | Nein |
| Burg im Leimental                                 | 0055 | 47,4 % | 0061 | 52,6 % | 0  | 0116 | 89,9 % | Nein |
| Dittingen                                         | 0232 | 61,4 % | 0146 | 38,6 % | 04 | 0382 | 93,6 % | Ja   |
| Duggingen                                         | 0223 | 43,3 % | 0292 | 56,7 % | 01 | 0516 | 88,2 % | Nein |
| Grellingen                                        | 0417 | 57,3 % | 0311 | 42,7 % | 04 | 0732 | 88,2 % | Ja   |
| Laufen                                            | 0907 | 37,3 % | 1524 | 62,7 % | 19 | 2450 | 93,6 % | Nein |
| Liesberg                                          | 0304 | 42,4 % | 0413 | 57,6 % | 07 | 0724 | 95,5 % | Nein |
| Nenzlingen                                        | 0099 | 57,6 % | 0073 | 42,4 % | 01 | 0173 | 95,6 % | Ja   |
| Roggenburg                                        | 0038 | 26,0 % | 0108 | 74,0 % | 02 | 0148 | 98,0 % | Nein |
| Röschenz                                          | 0380 | 49,5 % | 0387 | 50,5 % | 04 | 0771 | 93,3 % | Nein |
| Wahlen                                            | 0241 | 39,6 % | 0367 | 60,4 % | 01 | 0609 | 94,6 % | Nein |
| Zwingen                                           | 0347 | 41,3 % | 0493 | 58,7 % | 02 | 0842 | 93,0 % | Nein |
| Gesamt                                            | 3575 | 43,3 % | 4675 | 56,7 % | 45 | 8295 | 93,0 % | Nein |
| Quelle: Staatsarchiv des Kantons Basel-Landschaft |      |        |      |        |    |      |        |      |

## Zweite Laufental-Abstimmung (1989)
Die Berner Behörden hatten durch illegale Geheimzahlungen aus dem SEVA-Lotteriefonds an die Aktion bernisches Laufental die Meinungsbildung vor der entscheidenden Abstimmung massiv beeinflusst. Der Revisor Rudolf Hafner deckte 1984 diese und weitere Verfehlungen auf, wodurch er die Berner Finanzaffäre auslöste. Mitglieder der Laufentaler Bewegung setzten daraufhin einen juristischen Prozess in Gang, der sich über mehrere Jahre hinzog. Schliesslich erklärte das Bundesgericht am 20. Dezember 1988 die Abstimmung von 1983 für ungültig und ordnete eine Wiederholung an. Die zweite Laufental-Abstimmung am 12. November 1989 verzeichnete eine rekordhohe Stimmbeteiligung von 93,6 %. Dabei setzten sich die Befürworter des Beitritts zu Basel-Landschaft mit 51,7 % der Stimmen durch. In allen Gemeinden ausser Roggenburg (das eine leichte Zunahme des Nein-Anteils verzeichnete) konnten sie zum Teil deutlich zulegen. 8 von 13 Gemeinden stimmten der Annahme des Laufentalvertrags zu, wobei die Gemeinden Burg im Leimental, Duggingen, Liesberg und Röschenz ins Ja-Lager wechselten.
Abstimmungsfrage: «Wollt Ihr Euch aufgrund des vereinbarten Vertrages vom 10. Februar 1983 und seiner Ergänzung vom 12. Mai 1989 dem Kanton Basel-Landschaft anschliessen?»

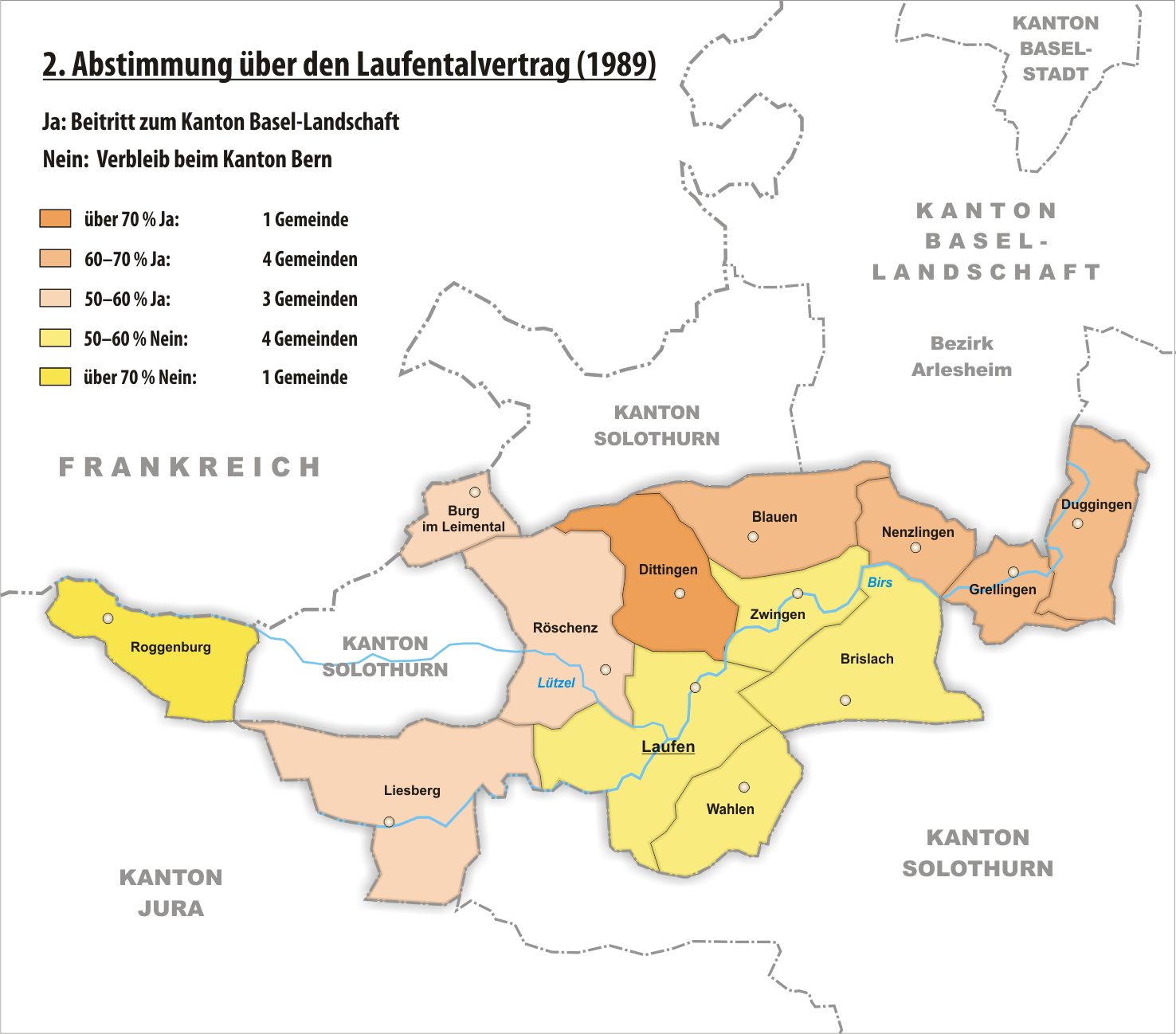
Zweite Abstimmung über den Laufentalvertrag in Baselland

| Blauen                                            | 0210 | 61,6 % | 0131 | 38,4 % | 02 | 0343 | 91,2 % | Ja   |
| Brislach                                          | 0298 | 43,7 % | 0384 | 56,3 % | 05 | 0687 | 95,3 % | Nein |
| Burg im Leimental                                 | 0072 | 57,6 % | 0053 | 42,4 % | 02 | 0127 | 87,6 % | Ja   |
| Dittingen                                         | 0297 | 71,7 % | 0117 | 28,3 % | 04 | 0418 | 93,1 % | Ja   |
| Duggingen                                         | 0343 | 60,6 % | 0223 | 39,4 % | 09 | 0575 | 93,0 % | Ja   |
| Grellingen                                        | 0496 | 64,8 % | 0270 | 35,2 % | 02 | 0768 | 91,8 % | Ja   |
| Laufen                                            | 1206 | 45,9 % | 1422 | 54,1 % | 19 | 2647 | 93,5 % | Nein |
| Liesberg                                          | 0379 | 51,8 % | 0352 | 48,2 % | 06 | 0737 | 95,6 % | Ja   |
| Nenzlingen                                        | 0143 | 68,8 % | 0065 | 31,2 % | 01 | 0209 | 96,8 % | Ja   |
| Roggenburg                                        | 0034 | 22,8 % | 0115 | 77,2 % | 0  | 0149 | 92,5 % | Nein |
| Röschenz                                          | 0457 | 54,2 % | 0386 | 45,8 % | 08 | 0851 | 93,8 % | Ja   |
| Wahlen                                            | 0295 | 46,3 % | 0344 | 53,7 % | 06 | 0645 | 94,9 % | Nein |
| Zwingen                                           | 0420 | 46,6 % | 0481 | 53,4 % | 07 | 0908 | 92,9 % | Nein |
| Gesamt                                            | 4650 | 51,7 % | 4343 | 48,3 % | 71 | 9064 | 93,5 % | Ja   |
| Quelle: Staatsarchiv des Kantons Basel-Landschaft |      |        |      |        |    |      |        |      |

## Aufnahme des Bezirks Laufen (1991)

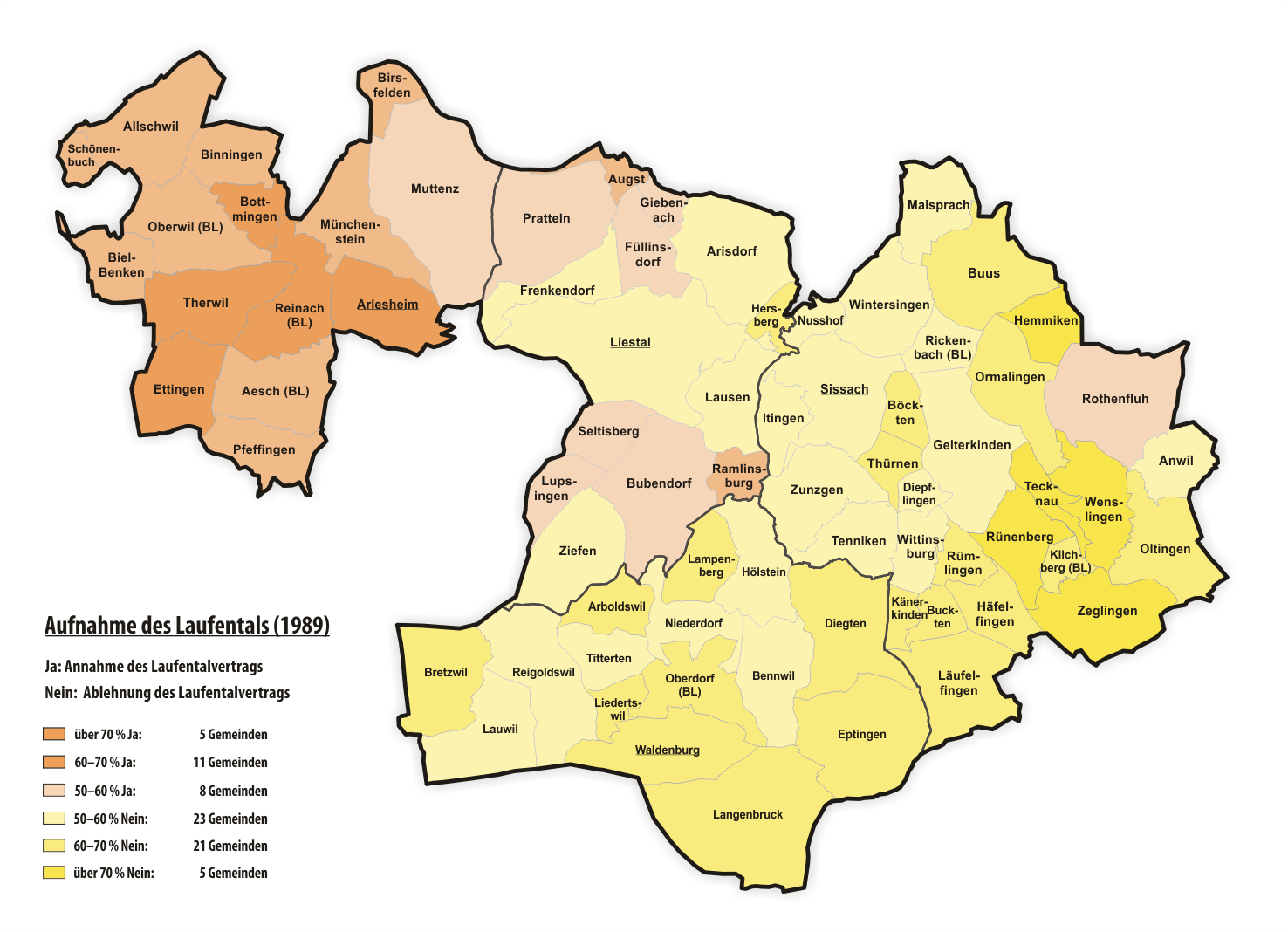
Zweite Abstimmung über den Laufentalvertrag in Baselland

Entgegen der Empfehlung des Berner Regierungsrates weigerte sich der Grosse Rat, das Ergebnis der Abstimmung anzuerkennen. Er ging auf eine Beschwerde von Berntreuen ein und erklärte das Ergebnis am 5. Februar 1990 für ungültig. Daraufhin reichten Probaselbieter eine Beschwerde beim Bundesgericht ein, das sie am 13. März 1991 guthiess und die Vorinstanz anwies, dem regierungsrätlichen Antrag Folge zu leisten und die Abstimmung für gültig zu erklären. Der Grosse Rat tat dies am 25. Juni 1991 und machte damit den Weg frei für weitere Abstimmungen im Kanton Basel-Landschaft. Dort mussten die Stimmberechtigten über die Änderungen am Laufentalvertrag und an der Kantonsverfassung sowie über ein neues Aufnahmegesetz befinden. Am 22. September 1991 stimmten sie mit einem Anteil von jeweils etwas mehr als 59 % allen drei Vorlagen zu. Das Ergebnis erlangte erst offizielle Gültigkeit, als das Bundesgericht am 11. November 1992 zwei weitergezogene Beschwerden gegen die Durchführung der Abstimmungen als unbegründet abwies.
| Arlesheim                                         | 24'977 | 68,6 % | 11'414 | 31,4 % | 0915 | 37.706 | 37,7 % | Ja   |
| Liestal                                           | .06873 | 51,5 % | .06464 | 48,5 % | 0356 | 13.693 | 42,2 % | Ja   |
| Sissach                                           | .03569 | 41,4 % | .05052 | 58,6 % | 0168 | .08789 | 44,5 % | Nein |
| Waldenburg                                        | .01697 | 40,4 % | .02499 | 59,6 % | 0091 | 004287 | 45,6 % | Nein |
| Gesamt                                            | 37'116 | 59,3 % | 25'429 | 40,7 % | 1530 | 64'075 | 39,9 % | Ja   |
| Quelle: Staatsarchiv des Kantons Basel-Landschaft |        |        |        |        |      |        |        |      |

| Arlesheim                                         | 24'900 | 68,4 % | 11'525 | 31,6 % | 0955 | 37'380 | 37,8 % | Ja   |
| Liestal                                           | .06861 | 51,4 % | .06478 | 48,6 % | 0355 | 13'694 | 42,2 % | Ja   |
| Sissach                                           | .03571 | 41,4 % | .05057 | 58,6 % | 0165 | .08793 | 44,5 % | Nein |
| Waldenburg                                        | .01704 | 40,5 % | .02500 | 59,5 % | 0085 | .04289 | 45,6 % | Nein |
| Gesamt                                            | 37'036 | 59,2 % | 25'560 | 40,8 % | 1560 | 64'156 | 40,0 % | Ja   |
| Quelle: Staatsarchiv des Kantons Basel-Landschaft |        |        |        |        |      |        |        |      |

| Arlesheim                                         | 24'880 | 68,4 % | 11'478 | 31,6 % | 0967 | 37'325 | 37,7 % | Ja   |
| Liestal                                           | .06838 | 51,3 % | .06480 | 48,7 % | 0362 | 13'680 | 42,1 % | Ja   |
| Sissach                                           | .03554 | 41,2 % | .05067 | 58,8 % | 0168 | .08789 | 44,5 % | Nein |
| Waldenburg                                        | .01699 | 40,5 % | .02493 | 59,5 % | 0090 | .04282 | 45,5 % | Nein |
| Gesamt                                            | 36'971 | 59,2 % | 25'518 | 40,8 % | 1587 | 64'076 | 39,9 % | Ja   |
| Quelle: Staatsarchiv des Kantons Basel-Landschaft |        |        |        |        |      |        |        |      |

## Eidgenössische Volksabstimmung (1993)
Zuletzt war noch die Zustimmung auf Bundesebene erforderlich. Die Botschaft des Bundesrates «über den Anschluss des bernischen Amtsbezirks Laufen an den Kanton Basel-Landschaft sowie über die Gewährleistung der geänderten Verfassung des Kantons Basel-Landschaft» lag am 27. Januar 1993 vor. Am 18. Juni hiess der Nationalrat den vom Bundesrat präsentierten Bundesbeschluss unverändert mit 112 zu 27 Stimmen gut, der Ständerat mit 30 zu 2 Stimmen. Gemäss damaligem Bundesrecht benötigten Gebietsabtretungen zwischen Kantonen nicht nur die Zustimmung beider Kammern der Bundesversammlung, sondern unterstanden auch dem obligatorischen Referendum (nach der Totalrevision der Schweizer Bundesverfassung 1999 wäre nur noch ein fakultatives Referendum notwendig gewesen). Die Abstimmungskampagne warf keine hohen Wellen, und das Ergebnis der eidgenössischen Volksabstimmung am 26. September war unmissverständlich: Bei einer Beteiligung von 39,5 % sprachen sich 75,2 % der Abstimmenden und alle Kantone für den Kantonswechsel des Laufentals aus. Im Kanton Bern betrug die Zustimmung 57,3 % und im Kanton Basel-Landschaft 66,8 %. Den höchsten Ja-Anteil verzeichnete der Kanton Genf (93,5 %), den niedrigsten der Kanton Solothurn (55,6 %), wobei dort vor allem die sehr geringe Zustimmung im Bezirk Thierstein (27,7 %) auffiel. Im Bezirk Laufen selbst stieg der Ja-Anteil auf 52,8 %; dagegen stimmten die Gemeinden Brislach, Laufen, Liesberg, Roggenburg, Wahlen und Zwingen.
| Vorlage               | Frage | Stimm- berechtigte | Abgegebene Stimmen | Beteiligung | Gültige Stimmen | Ja        | Nein    | Ja-Anteil | Nein-Anteil | Stände | Ergebnis |
| --------------------- | --- | ------------------ | ------------------ | ----------- | --------------- | --------- | ------- | --------- | ----------- | ------ | -------- |
| 395                   | Wollen Sie den Bundesbeschluss vom 18. Juni 1993 über den Anschluss des bernischen Amtsbezirks Laufen an den Kanton Basel-Landschaft annehmen? | 4'553'754          | 1'798'547          | 39,50 %     | 1'581'834       | 1'188'941 | 392'893 | 75,16 %   | 24,84 %     | 23:0   | Ja       |
| Quelle: Bundeskanzlei | |                    |                    |             |                 |           |         |           |             |        |          |

| Kanton                     | Ja        | Ja-Anteil | Nein     | Nein-Anteil | Beteiligung |
| -------------------------- | --------- | --------- | -------- | ----------- | ----------- |
| Aargau                     | .0088'299 | 72,9 %    | 032'899  | 27,1 %      | 41,2 %      |
| Appenzell Ausserrhoden (½) | .0010'785 | 73,9 %    | 003'803  | 26,1 %      | 47,1 %      |
| Appenzell Innerrhoden (½)  | .0002'300 | 73,8 %    | .000817  | 26,2 %      | 36,0 %      |
| Basel-Landschaft (½)       | .0051'372 | 66,8 %    | 025'562  | 33,2 %      | 49,4 %      |
| Basel-Stadt (½)            | .0044'638 | 81,7 %    | 009'998  | 18,3 %      | 44,0 %      |
| Bern                       | .0153'716 | 57,3 %    | 114'373  | 42,7 %      | 42,4 %      |
| Freiburg                   | .0037'787 | 87,0 %    | 005'668  | 13,0 %      | 33,6 %      |
| Genf                       | .0057'353 | 93,5 %    | 004'002  | 06,5 %      | 34,1 %      |
| Glarus                     | .0004'758 | 71,6 %    | 001'884  | 24,4 %      | 31,2 %      |
| Graubünden                 | .0022'226 | 77,7 %    | 006'366  | 23,3 %      | 27,5 %      |
| Jura                       | 0013'936  | 89,0 %    | 001'724  | 11,0 %      | 34,2 %      |
| Luzern                     | .0055'384 | 79,2 %    | 014'518  | 20,8 %      | 36,8 %      |
| Neuenburg                  | .0025'180 | 87,0 %    | 003'756  | 13,0 %      | 31,5 %      |
| Nidwalden (½)              | .0005'942 | 78,1 %    | 001'671  | 21,9 %      | 36,4 %      |
| Obwalden (½)               | .0003'966 | 72,4 %    | .001'515 | 27,6 %      | 32,4 %      |
| Schaffhausen               | .0015'197 | 64,7 %    | 008'293  | 35,3 %      | 65,0 %      |
| Schwyz                     | .0015'139 | 73,8 %    | 005'383  | 26,2 %      | 30,5 %      |
| Solothurn                  | .0041'301 | 55,6 %    | 033'017  | 44,4 %      | 50,6 %      |
| St. Gallen                 | .0074'539 | 80,4 %    | 018'227  | 19,6 %      | 37,4 %      |
| Tessin                     | .0045'708 | 88,3 %    | 006'045  | 11,7 %      | 32,5 %      |
| Thurgau                    | .0031'638 | 74,6 %    | 010'775  | 25,4 %      | 37,1 %      |
| Uri                        | .0005'338 | 75,1 %    | 001'769  | 24,9 %      | 32,5 %      |
| Waadt                      | .0091'958 | 91,6 %    | 008'452  | 08,4 %      | 31,4 %      |
| Wallis                     | .0036'491 | 86,7 %    | 005'620  | 13,3 %      | 28,9 %      |
| Zug                        | 0018'165  | 80,7 %    | 004'347  | 19,3 %      | 45,9 %      |
| Zürich                     | .0235'825 | 79,1 %    | 062'409  | 20,9 %      | 45,9 %      |
| Schweiz                    | 1'188'941 | 75,2 %    | 392'893  | 24,8 %      | 39,5 %      |